# Ракитино (Узловский район)
Ракитино — деревня в Узловском районе Тульской области России.
В рамках административно-территориального устройства является центром Ракитинской сельской администрации Узловского района, в рамках организации местного самоуправления входит в сельское поселение Смородинское.

## География
Расположена в 26 км к юго-востоку от железнодорожной станции Узловая I (города Узловая).

## Население
| 2002 | 2010 |
| ---- | ---- |
| 461  | ↘388 |

Население — 388 чел. (2010). 